# Cyrano de Bergerac
Hector Savinien de Cyrano de Bergerac (n. 6 martie 1619, Paris, Regatul Franței – d. 28 iulie 1655, Sannois, Seine-et-Oise, Franța) a fost un dramaturg și eseist francez.
Prin utopiile sale filozofice, a fost un precursor al iluminismului.
În domeniul literar, ca influențe, a împrumutat ironia lui Molière și conceptele utopice ale unor filozofi ca Thomas Morus și Tommaso Campanella.
Viața sa aventuroasă, precum și figura originală l-au inspirat pe Edmond Rostand în scrierea comediei eroice Cyrano de Bergerac (1897).

## Opera
- 1654: Moartea Agripinei („La Mort d’Agrippine”), tragedie;
- 1654: Pedantul păcălit („Le Pédant joué”), comedie;
- 1656: Statele Lunii[9] sau Lumea de dincolo sau statele și imperiile din lună („L’autre monde ou les États et empires de la lune”), povestire fantastică în care își expune concepțiile sceptice și ateiste;
- 1662: Statele Soarelui[9] sau Istoria comică a statelor și imperiilor din soare („Histoire comique des états et empires du soleil”), idem.